# 17 г. пр.н.е.
17 (седемнадесетата) година преди новата ера (пр.н.е.) е обикновена година, започваща в неделя или понеделник или високосна година, започваща в събота, неделя или понеделник по юлианския календар.

## Събития

### В Римската империя
- Консули на Римската империя са Гай Фурний и Гай Юний Силан.
- Под ръководството на император Август гражданите на Рим празнуват Секуларните игри (Ludi Saeculares), специално за които Хораций написва химна Carmen Saeculare.
- Август осиновява внуците си Гай и новородения Луций.[1]

## Родени
- Арминий, вожд на херуските (умрял 21 г.)
- Луций Цезар, син на Марк Випсаний Агрипа и Юлия Старата (умрял 2 г.)